# Kevin Schwantz
Kevin Schwantz   (Houston, 19 de juny de 1964) és un antic pilot de motociclisme nord-americà que va ser Campió del Món de 500cc el 1993. El seu espectacular estil de pilotatge el va fer molt popular entre els afeccionats. Schwantz va ser inclòs al Saló de la Fama de la Motocicleta de l'AMA el 1999, al Saló de la Fama de MotoGP l'any 2000 i al Saló de la Fama dels esports de motor d'Amèrica el 2019.

## Primers anys
Fill dels propietaris d'una botiga de motocicletes, Kevin Schwantz va aprendre a conduir-ne a quatre anys i més tard va començar a competir en trial seguint l'exemple del seu pare. El seu oncle, Darryl Hurst, va ser un reeixit pilot de dirt track que corria amb el número 34, el mateix que va adoptar més tard Kevin en homenatge a ell. Durant l'adolescència va passar del trial al motocròs i en va esdevenir un dels millors pilots a les curses regionals. Després d'un greu accident durant la classificació per al Supercross de Houston de 1983 va decidir deixar aquesta modalitat.

## Carrera esportiva
En acabar la temporada de 1984, l'equip Yoshimura Suzuki de Superbike li va oferir una prova i ràpidament el va contractar. En la seva primera cursa amb Yoshimura va guanyar les dues rondes de la Willow Springs, una cursa puntuable per al campionat AMA de Superbike de 1985. Va acabar setè en la classificació general del campionat malgrat haver competit només a la meitat de les curses. El 1986 va acabar segon darrere d'Eddie Lawson a la Daytona 200 amb la nova Suzuki GSX-R750. Aleshores es va trencar la clavícula en un accident durant una cursa de classificació (cosa que va ser habitual al llarg de la seva carrera) i es va haver de perdre diverses curses. Una vegada més va acabar setè a la general del campionat.

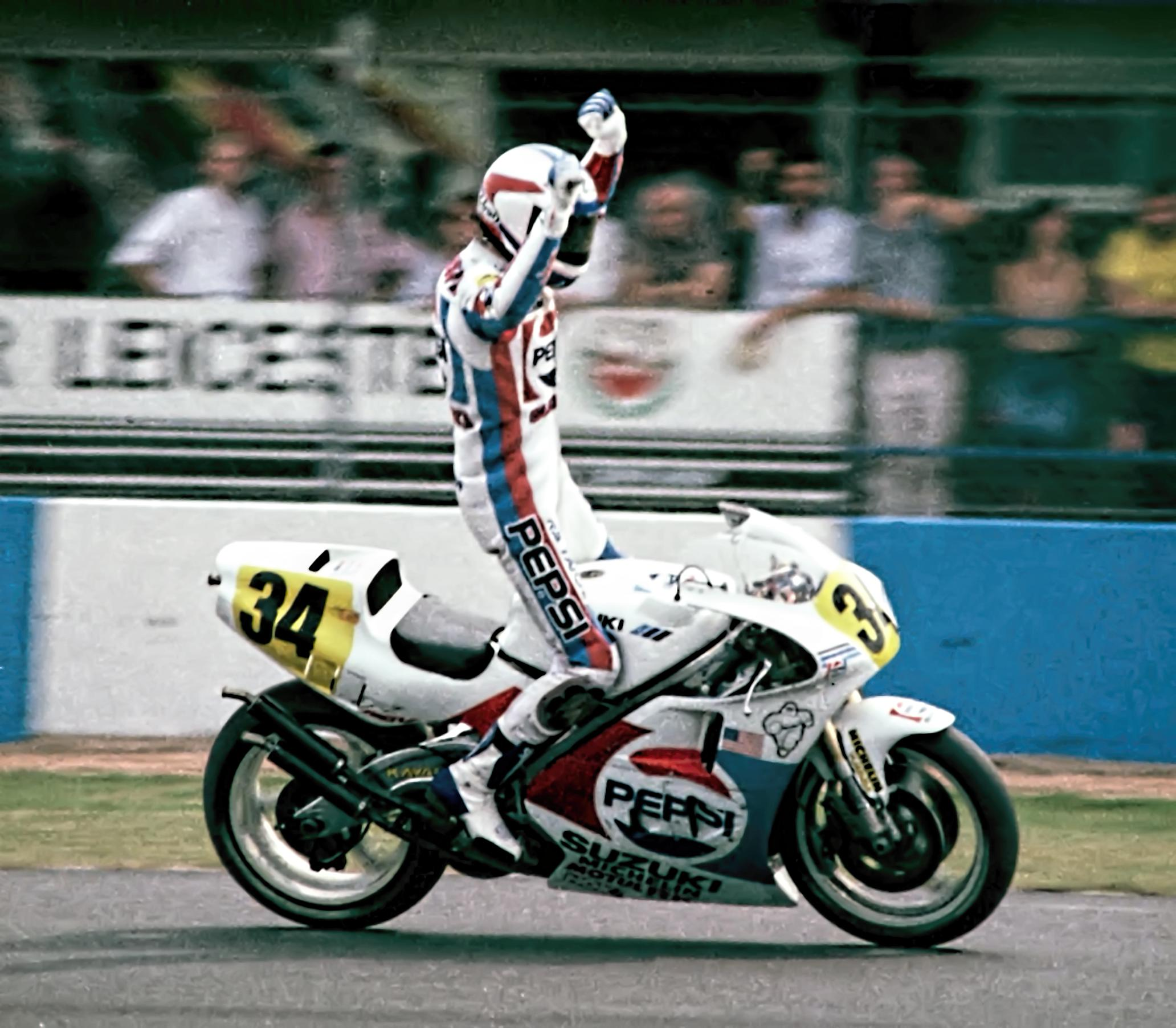
Schwantz celebrant la victòria al GP de Gran Bretanya de 1989

El campionat AMA de Superbike de 1987 va marcar l'inici de la gran rivalitat de Schwantz amb Wayne Rainey. Tots dos van lluitar frec a frec durant tota la temporada, sovint topant a la pista. Rainey finalment va guanyar el campionat, però Schwantz va cloure la temporada guanyant cinc de les sis darreres curses. Tan intensa va ser la seva rivalitat que van continuar la seva batalla durant les curses del Trofeu Transatlàntic d'aquell any, en què suposadament eren companys d'equip competint contra un equip de pilots britànics.
Schwantz va començar el 1988 guanyant la cursa inaugural de la temporada, la Daytona 200 (fou la seva única victòria en aquest prestigiós esdeveniment). Després se'n va anar a Europa a competir al campionat del món de 500cc amb l'equip de Suzuki, on havia estat promocionat; va tenir un èxit immediat en guanyar el Gran Premi del Japó a Suzuka, la ronda inaugural de la temporada. Aquell era tot just el seu setè Gran Premi després d'haver-ne disputat alguns com a "comodí" els anys 1986 amb l'antiga RG500 de motor "quadrat" i 1987 amb la primera versió de la RGV500 amb motor V4.
El seu gran rival, Rainey, va passar també a competir als Grans Premis aquell any dins l'equip Roberts-Yamaha. Durant les següents sis temporades, tots dos van continuar la seva intensa rivalitat als circuits de tot Europa.
La del tombant de la dècada del 1980 ha estat considerada una de les èpoques més renyides de la història dels Grans Premis, amb un elenc de pilots de gran talent entre els quals hi havia, a més de Schwantz i Rainey, Wayne Gardner, Mick Doohan, Eddie Lawson i Randy Mamola. Sovint, Schwantz estava en desavantatge perquè les seves Suzuki no semblaven mai ser tan ràpides com les Yamaha i Honda dels seus rivals. La determinació del texà de guanyar a qualsevol preu va fer que, sovint, semblés que queia amb tanta freqüència com guanyava. Aquest tret el va convertir en un dels favorits dels aficionats a les curses de tot el món. El seu darrer avançament a Rainey per a guanyar el Gran Premi d'Alemanya de 1991, a Hockenheimring, amb el seu pneumàtic posterior cuejant de banda a banda, al límit del control, simbolitza l'estil de pilotatge de Schwantz: do or die ("fer o morir").

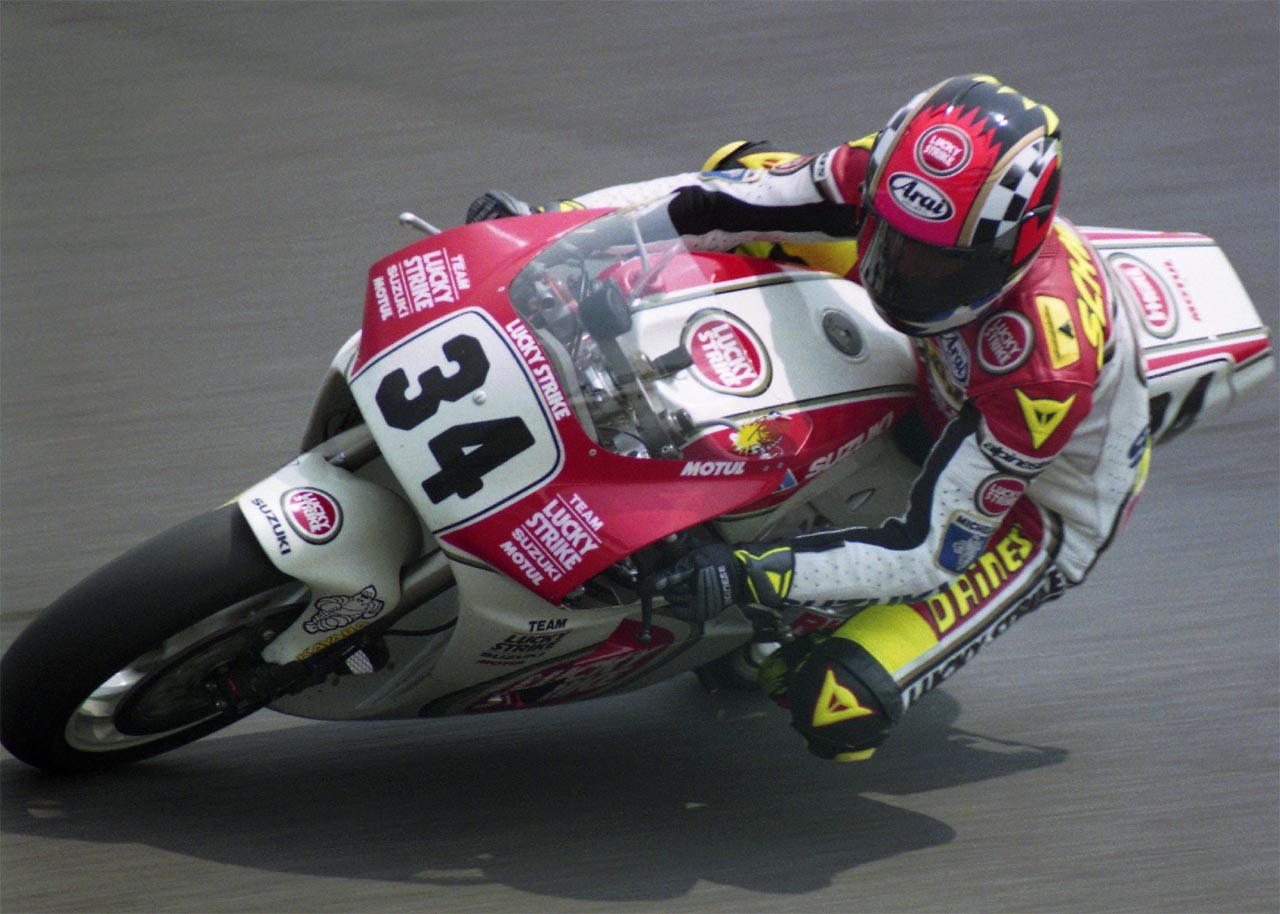
Schwantz al GP del Japó de 1993

Kevin Schwantz va culminar la seva carrera el 1993 en guanyar el seu únic campionat del món de 500cc. El seu rival Wayne Rainey havia estat un cop més encapçalant la classificació provisional del mundial, fins que va patir un greu accident al Gran Premi d'Itàlia que el va deixar paraplègic. El 1994, Schwantz va patir una temporada curulla d'accidents alhora que les lesions que havia anat patint al llarg dels anys van començar a passar-li factura, com també ho va fer a escala psicològica l'accident de Rainey. A començaments de la temporada de 1995, després d'una conversa amb el seu antic rival, Kevin Schwantz va decidir de retirar-se de les competicions sense arribar a acabar la temporada. Segons declarà al circuit de Mugello, ho va deixar «per manca de motivació».
Al moment de la seva retirada, Schwantz havia acumulat durant la seva carrera 25 victòries en Grans Premis, una més que Wayne Rainey. Aquesta xifra el va convertir en el segon nord-americà més reeixit de la història (pel que fa al nombre de victòries en 500cc) darrere d'Eddie Lawson. En senyal de respecte i com a prova de la seva popularitat, la FIM va retirar el seu dorsal, el número 34.

### Després dels Grans Premis
A finals de la dècada del 1990, Schwantz va córrer un parell de temporades del campionat NASCAR d'Austràlia abans de tornar als Estats Units, on va competir a la NASCAR Busch Series (en va córrer 18 curses i va aconseguir acabar-ne dues entre els deu primers), a més d'una prova del campionat ARCA Bondo/Mar-Hyde i alguna cursa de turismes.
Schwantz va co-dissenyar el traçat del circuit de les Amèriques amb Tavo Hellmund i l'arquitecte i dissenyador de circuits alemany Hermann Tilke.
A partir del 2001, Kevin Schwantz va dirigir una escola de pilotatge a Birmingham (Alabama).

## Aparicions als mitjans
- El 2003 va aparèixer al documental de motociclisme Faster.
- El 2011 va fer una volta al circuit Ricardo Tormo de Xest amb la moto de Marco Simoncelli en honor a l'italià, mort recentment.
- El 2017 va aparèixer com a convidat al programa Jay Leno's Garage (concretament, a l'episodi 10 de la tercera temporada).

## Resultats al Mundial de motociclisme
Font:
Barem de puntuació de 1969 a 1987:
| Posició | 1  | 2  | 3  | 4 | 5 | 6 | 7 | 8 | 9 | 10 |
| Punts   | 15 | 12 | 10 | 8 | 6 | 5 | 4 | 3 | 2 | 1  |

Barem de puntuació de 1988 a 1991:
| Posició | 1  | 2  | 3  | 4  | 5  | 6  | 7 | 8 | 9 | 10 | 11 | 12 | 13 | 14 | 15 |
| Punts   | 20 | 17 | 15 | 13 | 11 | 10 | 9 | 8 | 7 | 6  | 5  | 4  | 3  | 2  | 1  |

Barem de puntuació de 1992:
| Posició | 1  | 2  | 3  | 4  | 5 | 6 | 7 | 8 | 9 | 10 |
| Punts   | 20 | 15 | 12 | 10 | 8 | 6 | 4 | 3 | 2 | 1  |

Barem de puntuació de 1993 ençà:
| Posició | 1  | 2  | 3  | 4  | 5  | 6  | 7 | 8 | 9 | 10 | 11 | 12 | 13 | 14 | 15 |
| Punts   | 25 | 20 | 16 | 13 | 11 | 10 | 9 | 8 | 7 | 6  | 5  | 4  | 3  | 2  | 1  |

(Ids. Grans Premis | Llegenda) (Curses en negreta indiquen pole; curses en  itàlica indiquen volta ràpida)
| Any  | Categoria | Equip               | Moto          | 1     | 2       | 3       | 4       | 5       | 6       | 7      | 8       | 9       | 10      | 11      | 12      | 13      | 14      | 15      | Punts | Posició | Victòries |
| ---- | --------- | ------------------- | ------------- | ----- | ------- | ------- | ------- | ------- | ------- | ------ | ------- | ------- | ------- | ------- | ------- | ------- | ------- | ------- | ----- | ------- | --------- |
| 1986 | 500cc     | Rizla-Suzuki        | Suzuki RG500  | ESP - | NAT -   | GER -   | AUT -   | YUG -   | DTT Ret | BEL 10 | FRA Ret | GBR -   | SWE -   | SM 10   |         |         |         |         | 2     | 22è     | 0         |
| 1987 | 500cc     | Heron-Suzuki        | Suzuki RGV500 | JPN - | ESP 5   | GER -   | NAT 8   | AUT -   | YUG -   | DTT -  | FRA 9   | GBR -   | SWE -   | CSR -   | SM -    | POR -   | BRA -   | ARG -   | 11    | 16è     | 0         |
| 1988 | 500cc     | Pepsi Suzuki        | Suzuki RGV500 | JPN 1 | USA 5   | ESP Ret | EXP Ret | NAT 4   | GER 1   | AUT 4  | DTT 8   | BEL Ret | YUG -   | FRA 3   | GBR Ret | SWE 12  | CSR Ret | BRA 3   | 119   | 8è      | 2         |
| 1989 | 500cc     | Pepsi Suzuki        | Suzuki RGV500 | JPN 1 | AUS Ret | USA 2   | ESP Ret | NAT Ret | GER Ret | AUT 1  | YUG 1   | DTT Ret | BEL 2   | FRA 2   | GBR 1   | SWE Ret | CSR 1   | BRA 1   | 162.5 | 4t      | 6         |
| 1990 | 500cc     | Lucky Strike Suzuki | Suzuki RGV500 | JPN 3 | USA Ret | ESP 3   | NAT 2   | GER 1   | AUT 1   | YUG 2  | DTT 1   | BEL 7   | FRA 1   | GBR 1   | SWE Ret | CSR Ret | HUN 3   | AUS Ret | 188   | 2n      | 5         |
| 1991 | 500cc     | Lucky Strike Suzuki | Suzuki RGV500 | JPN 1 | AUS 5   | USA 3   | ESP Ret | ITA 7   | GER 1   | AUT 3  | EUR 4   | DTT 1   | FRA 4   | GBR 1   | SM 2    | CSR 5   | VDM 1   | MAL NVC | 204   | 3r      | 5         |
| 1992 | 500cc     | Lucky Strike Suzuki | Suzuki RGV500 | JPN 3 | AUS 4   | MAL NVC | ESP 4   | ITA 1   | EUR 4   | GER 2  | DTT Ret | HUN 4   | FRA Ret | GBR Ret | BRA 7   | RSA 5   |         |         | 199   | 4t      | 1         |
| 1993 | 500cc     | Lucky Strike Suzuki | Suzuki RGV500 | AUS 1 | MAL 3   | JPN 2   | ESP 1   | AUT 1   | GER 2   | DTT 1  | EUR 3   | SM 2    | GBR Ret | CZE 5   | ITA 3   | USA 4   | FIM 3   |         | 248   | 1r      | 4         |
| 1994 | 500cc     | Lucky Strike Suzuki | Suzuki RGV500 | AUS 4 | MAL 6   | JPN 1   | ESP 2   | AUT 2   | GER 2   | DTT 5  | ITA 3   | FRA Ret | GBR 1   | CZE 7   | USA -   | ARG -   | EUR -   |         | 169   | 4t      | 2         |
| 1995 | 500cc     | Lucky Strike Suzuki | Suzuki RGV500 | AUS 5 | MAL 4   | JPN 6   | ESP -   | GER -   | ITA -   | DTT -  | FRA -   | GBR -   | CZE -   | BRA -   | ARG -   | EUR -   |         |         | 34    | 15è     | 0         |